# Amazonguan
Amazonguan (Penelope jacquacu) är en fågel i familjen trädhöns inom ordningen hönsfåglar.

## Utbredning och systematik
Amazonguan delas in i fyra underarter i två grupper med följande utbredning:
- P. j. granti – södra Venezuelas anslutning till Guyana och norra Amazonområdet i Brasilien
- jacquacu-gruppen
  - P. j. orienticola– sydöstra Venezuela och nordvästra Brasilien norr om Amazonområdet
  - P. j. jacquacu – östra Colombia till Bolivia och intilliggande västra Amazonområdet i Brasilien
  - P. j. speciosa – östra Bolivia

## Status och hot
Arten har ett stort utbredningsområde och en stor population, men tros minska i antal, dock inte tillräckligt kraftigt för att den ska betraktas som hotad. IUCN kategoriserar därför arten som livskraftig (LC).

## Namn
Fågeln kallades tidigare spixguan, av den tyske naturforskaren Johann Baptist Ritter von Spix (1781-1826), verksam som samlare i Brasilien 1817-1820 och som beskrev arten vetenskapligt 1825. Den justerades 2022 dock till ett mer informativt namn av BirdLife Sveriges taxonomikommitté.

## Bilder

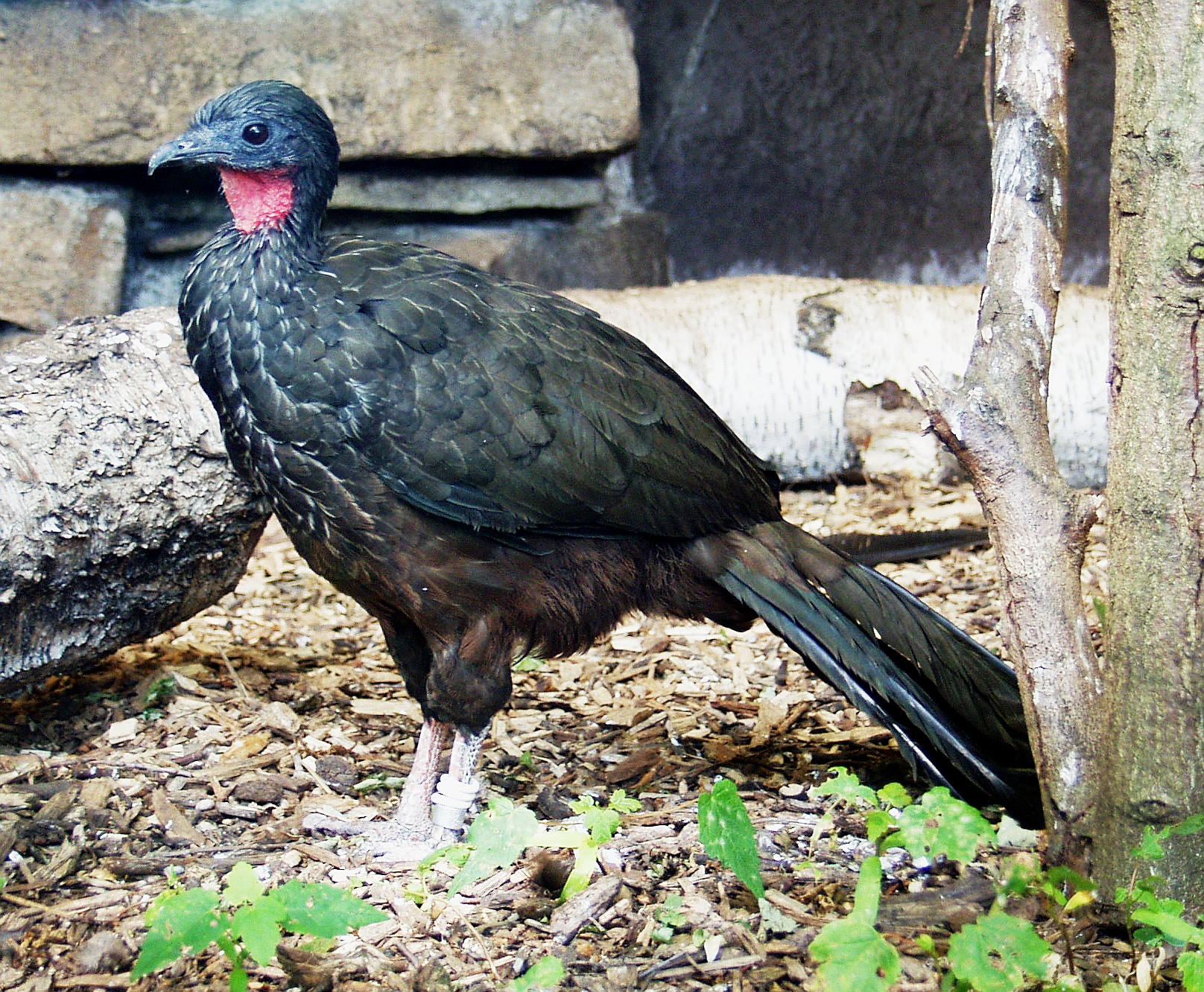
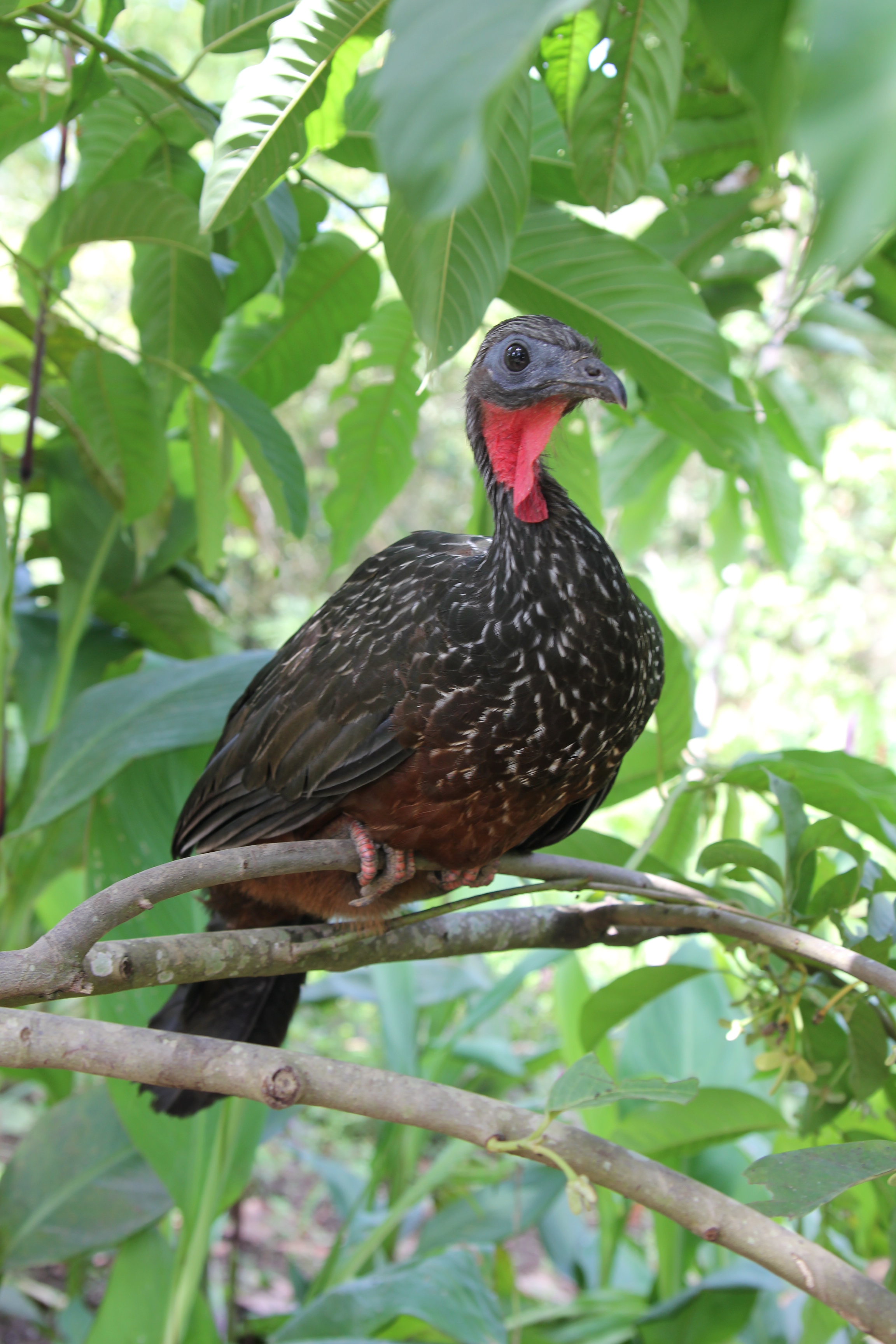
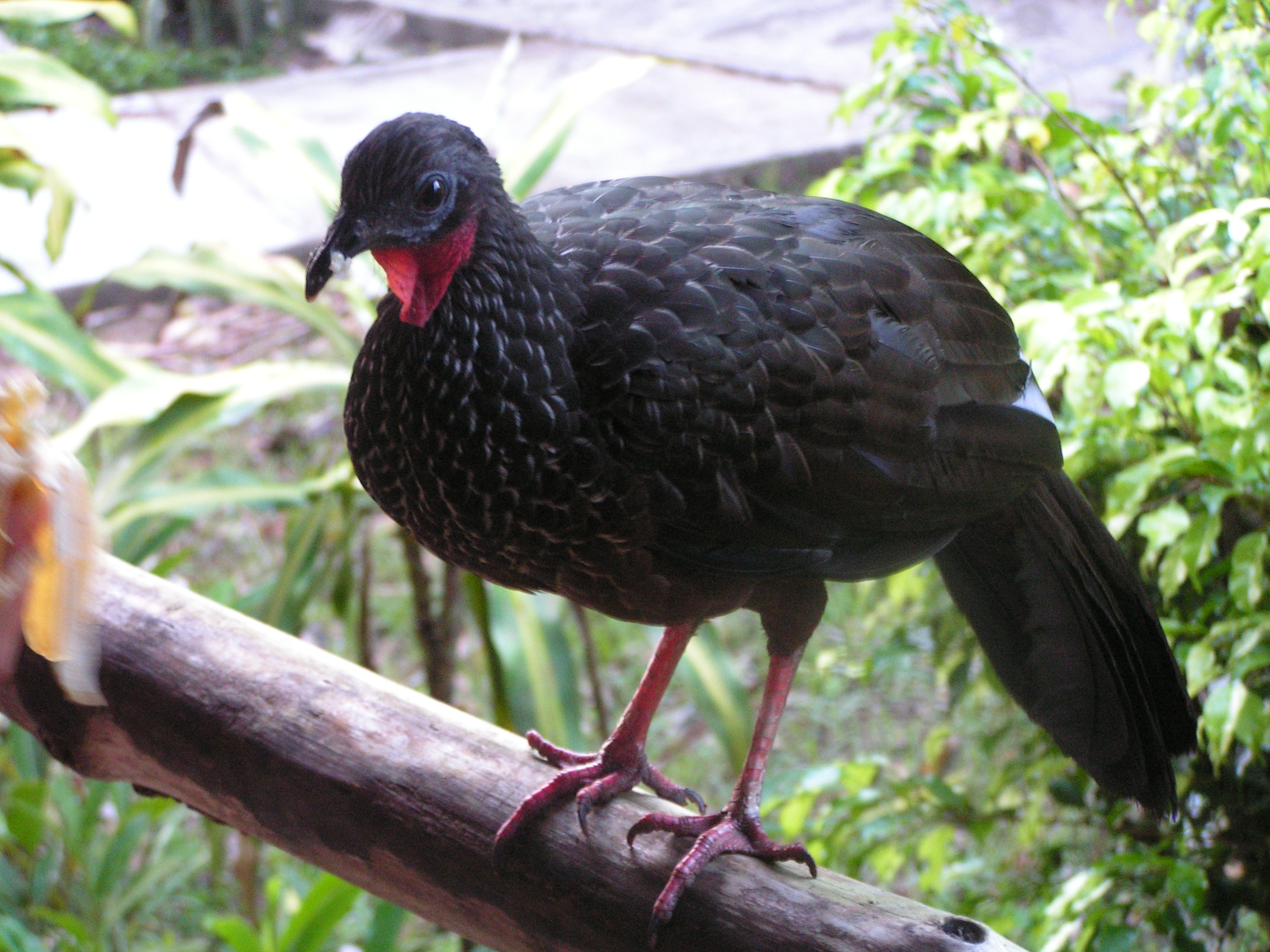